# Vasek Pospisil
Vasek Pospisil (česky Vašek Pospíšil, * 23. června 1990 Vernon, Britská Kolumbie) je kanadský profesionální tenista českého původu, vítěz čtyřhry ve Wimbledonu 2014 se Sockem. Ve své dosavadní kariéře na okruhu ATP Tour vyhrál sedm deblových turnajů. Čtyři z nich získal s Američanem Jackem Sockem, dva s Francouzem Nicolasem Mahutem a jeden se Srbem Nenadem Zimonjićem.
Na žebříčku ATP byl nejvýše ve dvouhře klasifikován v lednu 2014 na 25. místě a ve čtyřhře pak v dubnu 2015 na 4. místě. Trénuje ho Tunisan Malek Džazírí. Dříve tuto roli plnil Francouz Frédéric Fontang.
V roce 2007 vyhrál čtyřhru spolu s Romanem Jebavým na juniorském Orange Bowlu a v témže roce si s Grigorem Dimitrovem zahrál finále juniorské čtyřhry na US Open.
V kanadském daviscupovém týmu debutoval v roce 2008 utkáním americké zóny proti Mexiku, v němž nestačil na Bruna Rodrigueze. V roce 2022 byl součástí vítězného kanadského týmu. Do září 2023 v soutěži nastoupil k osmadvaceti mezistátním utkáním s bilancí 13–14 ve dvouhře a 14–10 ve čtyřhře.

## Soukromý život
Narodil se v roce 1990 v kanadském Vernonu. Do roku 2011 žil ve Vancouveru, poté se přestěhoval do Freeportu na Bahamách. Jeho rodiče Miloš a Mila Pospíšilovi pocházejí z Československa, dnešní České republiky. Má dva starší bratry, kteří hráli aktivně tenis v juniorské kategorii. Jeden z nich, Petr Pospisil, je učitelem na střední škole Kitsilano Secondary School ve Vancouveru.

## Finále na Grand Slamu

### Mužská čtyřhra: 1 (1–0)
| Stav  | rok  | turnaj    | povrch | spoluhráč | soupeři ve finále    | výsledek                          |
| ----- | ---- | --------- | ------ | --------- | -------------------- | --------------------------------- |
| Vítěz | 2014 | Wimbledon | tráva  | Jack Sock | Bob Bryan Mike Bryan | 7–6(7–5), 6–7(3–7), 6–4, 3–6, 7–5 |

## Zápasy o olympijské medaile

### Mužská čtyřhra: 1 (0–1)
| Stav     | datum          | turnaj                   | povrch | spoluhráč     | soupeři ve finále       | výsledek |
| -------- | -------------- | ------------------------ | ------ | ------------- | ----------------------- | -------- |
| 4. místo | 12. srpna 2016 | Rio de Janeiro, Brazílie | tvrdý  | Daniel Nestor | Steve Johnson Jack Sock | 2–6, 4–6 |

## Finále na okruhu ATP Tour
| Legenda                       |
| ----------------------------- |
| D – dvouhra; Č – čtyřhra      |
| Grand Slam (1–0 Č)            |
| Turnaj mistrů (0)             |
| ATP Tour Masters 1000 (1–5 Č) |
| ATP Tour 500 (0–1 D; 3–1 Č)   |
| ATP Tour 250 (0–2 D; 2–2 Č)   |

### Dvouhra: 3 (0–3)
| Stav      | č. | datum              | turnaj                    | povrch    | soupeř ve finále | výsledek           |
| --------- | -- | ------------------ | ------------------------- | --------- | ---------------- | ------------------ |
| Finalista | 1. | 3. srpna 2014      | Washington, Spojené státy | tvrdý     | Milos Raonic     | 1–6, 4–6           |
| Finalista | 2. | 9. února 2020      | Montpellier, Francie      | tvrdý (h) | Gaël Monfils     | 5–7, 3–6           |
| Finalista | 3. | 14. listopadu 2020 | Sofie, Bulharsko          | tvrdý (h) | Jannik Sinner    | 4–6, 6–3, 6–7(3–7) |

### Čtyřhra: 15 (7–8)
| Stav      | č. | datum             | turnaj                                | povrch    | spoluhráč        | soupeři ve finále                    | výsledek                          |
| --------- | -- | ----------------- | ------------------------------------- | --------- | ---------------- | ------------------------------------ | --------------------------------- |
| Vítěz     | 1. | 5. července 2014  | Wimbledon, Londýn, Spojené království | tráva     | Jack Sock        | Bob Bryan Mike Bryan                 | 7–6(7–5), 6–7(3–7), 6–4, 3–6, 7–5 |
| Vítěz     | 2. | 27. července 2014 | Atlanta, Spojené státy                | tvrdý     | Jack Sock        | Steve Johnson Sam Querrey            | 6–3, 5–7, [10–5]                  |
| Finalista | 1. | 17. srpna 2014    | Cincinnati, Spojené státy             | tvrdý     | Jack Sock        | Bob Bryan Mike Bryan                 | 3–6, 2–6                          |
| Finalista | 2. | 5. října 2014     | Peking, Čína                          | tvrdý     | Julien Benneteau | Jean-Julien Rojer Horia Tecău        | 7–6(8–6), 5–7, [5–10]             |
| Vítěz     | 3. | 26. října 2014    | Basilej, Švýcarsko                    | tvrdý (h) | Nenad Zimonjić   | Marin Draganja Henri Kontinen        | 7–6(15–13), 1–6, [10–5]           |
| Vítěz     | 4. | 21. března 2015   | Indian Wells, Spojené státy           | tvrdý     | Jack Sock        | Simone Bolelli Fabio Fognini         | 6–4, 6–7(3–7), [10–7]             |
| Finalista | 3. | 4. dubna 2015     | Miami, Spojené státy                  | tvrdý     | Jack Sock        | Bob Bryan Mike Bryan                 | 3–6, 6–1, [8–10]                  |
| Vítěz     | 5. | 11. října 2015    | Peking, Čína                          | tvrdý     | Jack Sock        | Daniel Nestor Édouard Roger-Vasselin | 3–6, 6–3, [10–6]                  |
| Finalista | 4. | 8. listopadu 2015 | Paříž, Francie                        | tvrdý (h) | Jack Sock        | Ivan Dodig Marcelo Melo              | 6–2, 3–6, [5–10]                  |
| Vítěz     | 6. | 14. února 2016    | Rotterdam, Nizozemsko                 | tvrdý (h) | Nicolas Mahut    | Philipp Petzschner Alexander Peya    | 7–6(7–2), 6–4                     |
| Finalista | 5. | 19. března 2016   | Indian Wells, Spojené státy           | tvrdý     | Jack Sock        | Pierre-Hugues Herbert Nicolas Mahut  | 3–6, 6–7(5–7)                     |
| Finalista | 6. | 15. května 2016   | Řím, Itálie                           | antuka    | Jack Sock        | Bob Bryan Mike Bryan                 | 6–2, 3–6, [7–10]                  |
| Finalista | 7. | 7. ledna 2017     | Dauhá, Katar                          | tvrdý     | Radek Štěpánek   | Jérémy Chardy Fabrice Martin         | 4–6 , 6–7 (3–7)                   |
| Vítěz     | 7. | 23. února 2020    | Marseille, Francie                    | tvrdý (h) | Nicolas Mahut    | Wesley Koolhof Nikola Mektić         | 6–3, 6–4                          |
| Finalista | 8. | 18. července 2021 | Newport, Spojené státy                | tráva     | Austin Krajicek  | William Blumberg Jack Sock           | 2–6, 6–7(3–7)                     |

## Finále soutěží družstev: 2 (1–1)
| Stav      | č. | soutěž                                                                         | spoluhráči                                                            | soupeři ve finále                                                                        | výsledek |
| --------- | -- | ------------------------------------------------------------------------------ | --------------------------------------------------------------------- | ---------------------------------------------------------------------------------------- | -------- |
| Finalista | 1. | Davis Cup 18.–24. listopadu 2019 Madrid, Španělsko tvrdý (h), Caja Mágica      | Denis Shapovalov Félix Auger-Aliassime Brayden Schnur                 | Španělsko                                                                                | 0–2      |
| Finalista | 1. | Davis Cup 18.–24. listopadu 2019 Madrid, Španělsko tvrdý (h), Caja Mágica      | Denis Shapovalov Félix Auger-Aliassime Brayden Schnur                 | Rafael Nadal Roberto Bautista Agut Feliciano López Pablo Carreño Busta Marcel Granollers | 0–2      |
| Vítěz     | 1. | Davis Cup 27. listopadu 2022 Málaga, Španělsko tvrdý (h), Martin Carpena Arena | Félix Auger-Aliassim Denis Shapovalov Alexis Galarneau Gabriel Diallo | Austrálie                                                                                | 2–0      |
| Vítěz     | 1. | Davis Cup 27. listopadu 2022 Málaga, Španělsko tvrdý (h), Martin Carpena Arena | Félix Auger-Aliassim Denis Shapovalov Alexis Galarneau Gabriel Diallo | Alex de Minaur Jordan Thompson Thanasi Kokkinakis Max Purcell Matthew Ebden              | 2–0      |

## Finálové účasti na challengerech a okruhu Futures

### Dvouhra: 17 (14–3)
| Legenda                   |
| ------------------------- |
| ATP Challenger Tour (4–1) |
| ITF Futures (10–2)        |

| Stav      | Č.  | Datum             | Turnaj                              | Povrch    | Finalista         | Výsledek                |
| --------- | --- | ----------------- | ----------------------------------- | --------- | ----------------- | ----------------------- |
| Finalista | 1.  | 13. července 2009 | USA F17 (Peoria)                    | antuka    | Michael Venus     | 7–6(7–4), 4–6, 4–6      |
| Vítěz     | 1.  | 26. září 2009     | Itálie F29 (Alghero)                | tvrdý     | Francesco Piccari | 6–3, 6–7(5–7), 6–3      |
| Vítěz     | 2.  | 3. října 2009     | Itálie F30 (Quartu Sant'Elena)      | tvrdý     | Matteo Viola      | 6–1, 6–2                |
| Vítěz     | 3.  | 1. listopadu 2009 | Mexiko F12 (Obregón                 | tvrdý     | Daniel Garza      | 7–6(7–0), 6–3           |
| Vítěz     | 4.  | 8. listopadu 2009 | Mexiko F14 (Guadalajara)            | antuka    | César Ramírez     | 6–2, 6–2                |
| Finalista | 2.  | 22. února 2010    | USA F5 (Brownsville)                | tvrdý     | Víctor Estrella   | 4–6, 3–6                |
| Vítěz     | 5.  | 21. března 2010   | Kanada F3 (Sherbrooke)              | tvrdý (h) | Milos Raonic      | 6–4, 4–6, 6–3           |
| Vítěz     | 6.  | 5. září 2010      | Mexiko F6 (León)                    | tvrdý     | David Rice        | 6–1, 6–2                |
| Vítěz     | 7.  | 12. září 2010     | Mexiko F7 (Guadalajara)             | tvrdý     | Adam El Mihdawy   | 6–0, 6–1                |
| Vítěz     | 8.  | 3. října 2010     | Kanada F5 (Markham)                 | tvrdý (h) | Nicholas Monroe   | 6–3, 6–2                |
| Vítěz     | 9.  | 29. května 2011   | Jižní Korea F2 (Čchangwon)          | tvrdý     | Lim Yong-Kyu      | 7–5, 6–4                |
| Vítěz     | 10. | 31. července 2011 | Kanada F4 (Saskatoon)               | tvrdý     | Érik Chvojka      | 7–5, 6–2                |
| Vítěz     | 11. | 25. března 2012   | Rimouski, Kanada                    | tvrdý (h) | Maxime Authom     | 7-6(8–6), 6-4           |
| Vítěz     | 12. | 22. července 2012 | Granby, Kanada                      | tvrdý     | Igor Sijsling     | 7–6(7–2), 6–4           |
| Finalista | 3.  | 18. března 2013   | Rimouski, Kanada                    | tvrdý (h) | Rik de Voest      | 6–7(6–8), 4–6           |
| Vítěz     | 13. | 4. května 2013    | Johannesburg, Jihoafrická republika | tvrdý     | Michał Przysiężny | 6–7(7–9), 6–0, 4–1 ret. |
| Vítěz     | 14. | 4. srpna 2013     | Vancouver, Kanada                   | tvrdý     | Daniel Evans      | 6–0, 1–6, 7–5           |

### Čtyřhra (17 vítězství)
| Legenda (tituly)    |
| ------------------- |
| ATP Challengers (7) |
| ITF Futures (10)    |

| Č.  | Datum              | Turnaj                                                      | Povrch    | Spoluhráč         | Finalisté                                | Výsledek              |
| 1.  | 25. března 2007    | Kanada F3 (Rock Forest)                                     | tvrdý (h) | Érik Chvojka      | Christophe Palmanshofer Jason Zimmermann | 7–5, 6–3              |
| 2.  | 12. října 2008     | Německo F22 (Leimen)                                        | tvrdý (h) | Michal Navrátil   | Nils Langer Frank Wintermantel           | 6–3, 6–4              |
| 3.  | 9. listopadu 2008  | Rimouski Challenger (Rimouski)                              | tvrdý     | Milos Raonic      | Kristian Pless Michael Ryderstedt        | 5–7, 6–4 [10–6]       |
| 4.  | 23. listopadu 2008 | Nikaragua F1, (Managua)                                     | tvrdý     | Jiří Krkoška      | Alexandru Cojanu Deniss Pavlovs          | 7–6(7–1), 6–3         |
| 5.  | 10. května 2009    | Mexiko F4 (Coatzacoalcos)                                   | tvrdý     | Adil Shamasdin    | Kaden Hansel Adam Huddle                 | 6–3, 6–4              |
| 6.  | 17. května 2009    | Mexiko F5 (Puerto Vallarta)                                 | tvrdý     | Adil Shamasdin    | Juan Manuel Elizondo César Ramírez       | 6–1, 2–6, [10–7]      |
| 7.  | 19. července 2009  | USA F17 (Peoria)                                            | antuka    | Milos Raonic      | Matt Reid Dennis Zivkovic                | 6–3, 6–4              |
| 8.  | 23. srpna 2009     | Rumunsko F14 (Arad)                                         | antuka    | Marius Copil      | Andrei Mlendea Jiří Školoudík            | 6–3, 6–4              |
| 9.  | 20. září 2009      | Itálie F28 (Porto Torres)                                   | tvrdý     | Marcus Willis     | Alessandro Giannessi Francesco Piccari   | 4–6, 6–3, [10–8]      |
| 10. | 31. října 2009     | Mexiko F12 (Obregón)                                        | tvrdý     | Nima Roshan       | Adrien Bossel Julien Dubail              | 6–7, 6–3, [11–9]      |
| 11. | 29. listopadu 2009 | 15 Challenger Varonil Britania Zavaleta (Puebla)            | tvrdý     | Adil Shamasdin    | Guillermo Olaso Pere Riba                | 7–6(7–0), 6–0         |
| 12. | 18. dubna 2010     | Abierto Internacional del Bicentenario (León de los Aldama) | tvrdý     | Santiago González | Kaden Hensel Adam Hubble                 | 3–6, 6–3, [10–8]      |
| 13. | 20. března 2011    | Rimouski Challenger (Rimouski)                              | tvrdý     | Treat Conrad Huey | David Rice Sean Thornley                 | 6–0, 6–1              |
| 14. | 28. března 2011    | USA F8 (Oklahoma)                                           | tvrdý     | Nicholas Monroe   | Carsten Ball Chris Guccione              | 6–4, 6–3              |
| 15. | 4. dubna 2011      | Tallahassee Tennis Challenger (Tallahassee)                 | tvrdý     | Bobby Reynolds    | Go Soeda James Ward                      | 6–2, 6–4              |
| 16. | 26. června 2011    | Jalisco Open (Guadalajara)                                  | tvrdý     | Bobby Reynolds    | Pierre-Ludovic Duclos Ivo Klec           | 6–4, 6–7(6–8), [10–6] |
| 17. | 21. července 2012  | Challenger Banque Nationale de Granby, (Granby)             | tvrdý     | Philip Bester     | Jujči Ito Takuto Niki                    | 6–1, 6–2              |

## Postavení na konečném žebříčku ATP

### Dvouhra
| Rok    | 2007  | 2008    | 2009   | 2010   | 2011   | 2012   | 2013  | 2014  | 2015  |
| Pořadí | 1479. | ▲ 1087. | ▲ 339. | ▬ 339. | ▲ 119. | ▼ 125. | ▲ 32. | ▼ 53. | ▲ 39. |

### Čtyřhra
| Rok    | 2007  | 2008   | 2009   | 2010   | 2011   | 2012   | 2013  | 2014  | 2015  |
| Pořadí | 1111. | ▲ 367. | ▲ 233. | ▲ 153. | ▲ 150. | ▼ 304. | ▲ 89. | ▲ 14. | ▼ 21. |